# Boris Spasskij
Boris Vasiljevitj Spasskij (ryska Бори́с Васи́льевич Спа́сский), född 30 januari 1937 i Leningrad i Ryska SFSR i Sovjetunionen (nu Sankt Petersburg i Ryssland), död 27 februari 2025 i Moskva, var en rysk-sovjetisk stormästare i schack som var världsmästare åren 1969–1972.

## Karriär
Spasskij betraktades som något av ett underbarn. Han satte rekord som den yngste Sovjetspelare att uppnå vissa mästarklasser. Vid 18 års ålder vann han junior-VM, och tog då samtidigt stormästartiteln, som den dittills yngste att göra det. År 1961 vann han sovjetiska mästerskapet, för första gången av två. 
År 1965 spelade han sig fram till en titelmatch mot den regerande världsmästaren Tigran Petrosian. Matchen spelades 1966, och Spasskij förlorade efter att ha vunnit tre partier, förlorat fyra, och spelat 17 remier.
Två år senare hade han ånyo spelat sig till en titelmatch mot Petrosian. Nu gick det bättre för Spasskij, som erövrade världsmästartiteln efter att ha vunnit sex partier, förlorat fyra och spelat 13 remier.
År 1972 förlorade han titeln mot Bobby Fischer i en massmedialt uppmärksammad match i Reykjavik på Island. Efter att ha kommit hem 1973, vann han det hittills starkaste sovjetiska mästerskapet på en odelad förstaplats.
Under 1976 emigrerade han till Frankrike, där han 1978 gifte om sig. Han fortsatte att delta i turneringar, men hans tidigare attackrika spel hade ersatts med lugn, och han föredrog ofta att spela en snabb remi och sedan gå ut och spela tennis. Han ägnade också en allt större del av sin tid med att hålla föreläsningar.
År 1992 stod Spasskij åter i mediefokus, då han spelade en så kallad "returmatch" mot Bobby Fischer i Jugoslavien. Fischer hade inte spelat professionell schack på 20 år, men lyckades ändå vinna matchen. 
Från mitten av 1990-talet spelade Spasskij sparsamt. Han spelade dock ibland i matcher och turneringar som kan betecknas som vänskapsmatcher eller jippon, då ofta mot forna rivaler, såsom en match mot den kände ungerske mästaren Lajos Portisch 2007, eller mot Anatolij Karpov 2006.

## Spelstil
Efter att ha arbetat med den angreppsglade Aleksandr Tolusj i början på 1960-talet, blev hans spelstil ytterst dynamisk, och spektakulära offer förekom flitigt. Hans spelstil karakteriserades under de nästföljande åren av en avancerad förmåga att genomdriva långa strategiska koncept.

## Utmärkelser
- Schack-Oscar 1968 och 1969